# Щ-133
«Щ-133» — советская дизель-электрическая торпедная подводная лодка времён Второй мировой войны, принадлежит к серии X проекта Щ — «Щука».

## История корабля
Лодка была заложена 7 августа 1934 года на заводе № 189 «Балтийский завод» в Ленинграде, в 1935 году в виде секций перевезена по железной дороге на завод № 202 «Дальзавод» во Владивостоке, спущена на воду 4 июля 1935 года, 19 ноября 1936 года вошла в состав 34 дивизиона 3 бригады подводных лодок Тихоокеанского флота с базированием на Находку.